# Urs Schild
Urs Schild (* 31. August 1829 in Grenchen; † 25. April 1888 ebenda) war ein Schweizer Industrieller und Politiker (Freisinnig).

## Leben

### Familie
Urs Schild begründete die Grenchner Industriellenfamilie Schild und war das zweite von acht Kindern von Anton Schild (1800–1877), Garnbleicher (siehe Garnnahrung), Landwirt, Uhrmacher und Zimmermann, und dessen Ehefrau Maria (1802–1878), die Tochter von Urs Schnyder; zu seinen sieben Geschwistern gehörten der Unternehmer Adolph Schild (1844–1915), der spätere Gründer der ASSA und Urs Joseph Schild (1841–1905), der von 1867 bis 1869 ein Engagement am Königlichen Hoftheater Dresden hatte und 1870 Kammersänger am Hoftheater Meiningen (heute Staatstheater Meiningen) wurde.
Er war seit 1855 in erster Ehe mit Magdalena (1827–1864), Tochter des Ölers Urs Josef Hugi verheiratet, aus dieser Ehe gingen drei Kinder hervor. In zweiter Ehe heiratete er 1866 Elisabeth (1844–1898), Tochter des Steinhauermeisters Franz Vinzenz Rust aus Solothurn; gemeinsam hatten sie zehn Kinder, zu diesen gehörten unter anderem:
- Max Schild (* 1869), wurde nach dem Tod seines Vaters Direktor der Uhrenmanufaktur seines Vaters; sein Sohn Rudolf Schild (1900–1978)[4] wurde später ebenfalls Unternehmer und betätigte sich als Politiker.
- Theodor Schild (1870–1950)[5], Gründer der Fahrradfabrik Cosmos in Madretsch[6] sowie später Besitzer und Direktor der Uhrenfabrik Eterna SA;
- Leo Otto Schild (1876–1941) war Journalist und mit Gottlieb Vogt-Schild (1879–1964)[7] Mitgründer des Druckereiunternehmens Vogt-Schild AG in Solothurn, das die Solothurner Zeitung herausgab.

### Werdegang
Urs Schild erhielt eine Ausbildung zum Lehrer und arbeitete in Selzach und Flumenthal, bevor er von 1850 bis 1857 in Grenchen tätig war; bis 1859 war er auch nebenamtlicher Bezirksweibel für Grenchen und Bettlach.
Sein Vater gründete in Grenchen eine Lehrwerkstätte für die Uhrenproduktion, in der auch Urs Schild ausgebildet wurde.
Bereits seit 1852 war er im Nebenamt Buchhalter und Schreiber der neu gegründeten Rohwerkfabrik (Platine, Brücke, Räderwerk) Girard Frères & Kunz (heute Eterna SA), an deren Gründung sein Vater beteiligt war; nachdem diese in Konkurs gegangen war, kaufte er, gemeinsam mit dem Arzt Josef Girard (1803–1869), 1856 die Firma und sie führten sie unter dem Namen Girard & Schild weiter.
1861 begann er mit der maschinellen Herstellung von Rohwerkteilen und war seit 1868 Alleinbesitzer des Unternehmens, nachdem Josef Girard sich entschlossen hatte, wieder als Arzt tätig zu werden und seine Anteile an Urs Schild verkaufte; 1864 war inzwischen sein jüngster Bruder Adolf Schild als technischer Leiter in das Unternehmen eingetreten, das 1861 begonnen hatte, die Rohwerkteile mit Wasserkraft maschinell herzustellen; 1863 wurde die Wasserkraft durch eine Dampfmaschine von Sulzer (heute Sulzer AG) ersetzt.
Urs Schild erweiterte im Unternehmen die Produktion von Uhrenteilen und baute 1870 eine zweite Fabrik auf. Das Unternehmen wurde 1876 in eine Uhrenmanufaktur umgewandelt, in der nach amerikanischem Vorbild die Automatisierung und die Fertigung in Serien vorangetrieben wurde. Aus diesem Unternehmen gingen 1906 die Eterna Werke, Gebr. Schild und Co. hervor, die die Uhrenmarke Eterna produzierten.
1870 war Urs Schild Mitbegründer der Baugesellschaft Grenchen, die Arbeiterwohnungen in Grenchen erstellte.
Nach seinem Tod führten seine Nachkommen das Unternehmen weiter.

### Politisches Wirken
Urs Schild war von 1866 bis 1887 Mitglied der Schulkommission Grenchen und 1886/1887 deren Präsident, von 1868 bis 1887 freisinniger Solothurner Kantonsrat und vom 23. Januar 1882 bis 4. Dezember 1887 Nationalrat.

## Mitgliedschaften
Urs Schild war von 1875 bis 1888 Vorstandsmitglied des Handels- und Industrievereins in Solothurn.

## Ehrungen und Auszeichnungen
1888 errichteten Arbeiter der Uhrenfabrik einen Gedenkstein für den Pionier der Uhrenindustrie Urs Schild in der Grünanlage vor dem Schulhaus II (heute Stadtarchiv Grenchen) in Grenchen.
Zu seinen Ehren wurde in Grenchen die Schild-Ruststrasse benannt und er erhielt 2020 einen Platz an der Ehrentreppe in Grenchen.